# Ebnath
Ebnath là một đô thị ở huyện Tirschenreuth bang Bayern, Đức.